# Јасминко Поздерац
Јасминко Поздерац (Сарајево, 18. јул 1962) је српски технолошко-металуршки инжењер, менаџер људских ресурса и дипломата. Тренутни је амбасадор Србије у Дохи (Држава Катар). 

## Биографија
Дипломирао је на Технолошко-металуршком факултету у Београду. Мастер студије је завршио на Универзитету Џон Незбит са тезом „Едукација људских ресурса у функцији увећања интелектуалног капитала савремених организација”. Ожењен је и има једно дете. Течно говори енглески, а служи се и италијанским језиком.
Добио је Мајску награду 2012. године од стране Спортског савеза Србије. У време док је радио у Републичком заводу за спорт и медицину спорта Републике Србије је иницирао и потписао споразум о сарадњи те установе са Болницом Аспетар у Дохи, у Катару која важи за најбољу клинику за спортску медицину на свету. Члан је Социјалистичке партије Србије.
У периоду од 1990. до 2004. је радио као директор предузећа „Магна Каса д.о.о.” у Београду, потом као помоћник за развој директора предузећа „Термомонт д.о.о.” у Београду. Радио је и као професор у Средњој школи „Бора Марковић” у Београду. Од 2004. до 2014. је био запослен у Влади Републике Србије (до 2006. део СЦГ). Од децембра 2004. до децембра 2007. је био директор ЈКП „Инфостан” у Београду. Од децембра 2007. до јуна 2014. је био директор Републичког завода за спорт и медицину спорта Републике Србије.
Године 2015. је постављен за амбасадора у Катару. 